# نجات‌یافتگان
نجات‌یافتگان فیلمی به کارگردانی و نویسندگی رسول ملاقلی‌پور محصول سال ۱۳۷۴ است.

## خلاصه داستان
بیماران یک بیمارستان صحرایی در جبهه پس از بمباران عراقی‌ها به همراه مددکاران و پزشکان با چند آمبولانس به سمت مریوان حرکت می‌کنند، اما در راه راننده یک آمبولانس به همراه تنی چند از مجروحان شهید می‌شوند و تنها یک مددکار به نام مریم و یک مجروح جنگی به نام رضا زنده می‌مانند. مریم رضا را که قطع نخاع شده به برانکارد می‌بندد و به راه می‌افتد. در راه یک سرباز عراقی به دست رضا کشته می‌شود و پدر سرباز کشته شده که ابتدا مقصد رساندن آب به مریم و رضا را داشته به آن‌ها حمله می‌کند؛ ولی پس از مدتی، عبدالرحمن، پدر سرباز عراقی به کمک مریم می‌آید تا به او در حمل برانکارد کمک کند. در ادامهٔ مسیر، آن‌ها به میدان مین می‌رسند و رضا و عبدالرحمن مشغول خنثی کردن مین‌ها می‌شوند ولی عبدالرحمن با انفجار یک مین کشته می‌شود و مریم با وجود حال وخیم رضا با تلاش بسیار راه خود را از میان مین‌ها جستجو می‌کند.

## بازیگران
- عاطفه رضوی
- علی یعقوب زاده
- جمشید اسماعیل خانی
- پیمان سنندجی‌زاده
- بهروز رضوی
- حبیب اله الهیاری
- نادر مقدس
- علی سلیمانی
- احمد نوروزی
- احمد شهاب
- وحید زری باف
- آرش نوذری
- قائم جباری کلوری
- بهنام عسگریان
- سرگون براندو
- کامبیز روح نواز